# Porgy and Bess (pel·lícula)
Porgy and Bess és una pel·lícula musical dramàtica estatunidenca del 1959 dirigida per Otto Preminger i protagonitzada per Sidney Poitier i Dorothy Dandridge en els papers titulars. Està basat en l'òpera de 1935 Porgy and Bess de George Gershwin, DuBose Heyward i Ira Gershwin, al seu torn basada en la novel·la de 1925 Porgy de Heyward, així com la posterior adaptació escènica no musical d'Heyward el 1927, coescrita amb la seva dona Dorothy. El guió de la pel·lícula, que va convertir els recitatius operístics en diàlegs parlats, estava molt basat en l'òpera i va ser escrit per N. Richard Nash. L'any 2011, la pel·lícula va ser escollida per ser inclosa al National Film Registry de la Biblioteca del Congrés dels Estats Units.
El projecte va ser l'últim per a Samuel Goldwyn. A causa del seu tema controvertit, la pel·lícula només es va mostrar breument després de la seva estrena de seients reservats a les principals ciutats, on va obtenir ressenyes contradictòries de la crítica. Dos mesos després de la seva publicació, Goldwyn va admetre de mala gana: "Ningú no espera la meva propera pel·lícula."
La pel·lícula no va estar disponible al vídeo domèstic durant anys, i s'ha descrit com el "Sant Grial de les "pel·lícules perdudes." Una de les poques còpies completes de la pel·lícula es va mostrar el 2007, 2010 i 2019.

## Argument
Ambientada a principis del 1900 a la secció fictícia Catfish Row de Charleston (Carolina del Sud), que serveix com a llar d'una comunitat de pescadors negres, la història se centra en els personatges del títol: el captaire discapacitat Porgy, que viatja en un carro tirat per cabres, i la drogoaddicta Bess, que viu amb l'estibador Crown, el buscaraons local. Mentre porta un carregament de cocaïna subministrada per Sportin' Life, Crown mata Robbins després que aquest el venci en un joc de daus; Bess insta Crown a fugir. Sportin' Life la suggereix que l'acompanyi a la ciutat de Nova York, una oferta que Bess rebutja. Busca refugi amb els seus veïns, que es neguen a ajudar-la. En Porgy finalment accepta deixar-la quedar-se amb ell.
Bess i Porgy s'instal·len junts fent vida domèstica i aviat s'enamoren. Just abans d'un pícnic a l'església a l'illa de Kittiwah, Sportin' Life torna a acostar-se a Bess, però Porgy li adverteix que la deixi en pau. Bess vol quedar-se amb Porgy, ja que no pot assistir al pícnic a causa de la seva discapacitat, però la insta a anar-hi. Un cop acaba el pícnic, i abans que Bess pugui marxar, Crown, que s'ha amagat al bosc de l'illa, s'enfronta a ella. Ella inicialment lluita per resistir-se, però Crown la viola. Els altres, sense saber el que ha passat, marxen i tornen a terra ferma.
Dos dies després, Bess torna a Catfish Row en un estat de deliri. Quan es recupera, recorda el que va passar. Sent que va trair a Porgy, li demana perdó. Ella admet que és incapaç de resistir Crown i li demana a Porgy que la protegeixi d'ell. Crown finalment torna a reclamar la seva dona, i quan treu el seu ganivet, Porgy l'escanya. És detingut per la policia només per identificar el cos, però Sportin' Life, que ha donat cocaïna a Bess, convenç que, sense voler, el seu Porgy es revelarà com l'assassí. En el seu estat de droga, finalment accepta la seva oferta de portar-la a Nova York. Quan Porgy torna i descobreix que s'ha anat, marxa a buscar-la.

## Repartiment
- Sidney Poitier com a Porgy (veu cantant doblada per Robert McFerrin)
- Dorothy Dandridge com a Bess (veu cantant doblada per Adele Addison)
- Sammy Davis Jr. com a Sportin' Life
- Pearl Bailey com a Maria
- Brock Peters com a corona
- Diahann Carroll com a Clara
- Leslie Scott com a Jake el pescador
- Ruth Attaway com a Serena Robbins
- Claude Akins com a detectiu
- Clarence Muse com a Peter
- Everdinne Wilson com a Annie
- Joel Fluellen com a Robbins
- Earl Jackson com a Mingo
- Moses LaMarr com Nelson
- Margaret Hairston com a Lily
- Ivan Dixon com a Jim
- Antoine Durousseau com Escipió
- Helen Thigpen com a dona maduixa
- Vince Townsend com a home gran
- Bill Walker com a Undertaker
- Roy Glenn com a Frazier
- Maurice Manson com a forense
- Nichelle Nichols com a ballarina (sense acreditar, el seu debut cinematogràfic)[5]

## Producció

### Desenvolupament
La producció original de Broadway de 1935 de Porgy and Bess es va tancar després de només 124 actuacions. Un revival de 1942, desposseïda de tot recitatiu, va anar una mica millor, igual que una gira nacional posterior i un altre revival el 1953, però en termes financers, l'obra no va tenir un historial molt bo. Tot i així, hi havia molts que pensaven que tenia potencial com a pel·lícula. Otto Preminger va ser un dels diversos productors, inclosos Hal Wallis, Louis B. Mayer, Dore Schary, Anatole Litvak, [[Joseph L. Mankiewicz] ] i Harry Cohn, que havien intentat assegurar els drets de la pel·lícula sense èxit. Cohn fins i tot volia contractar Fred Astaire, Al Jolson i Rita Hayworth, i fer-los actuar a blackface, cosa a la qual la propietat de Gershwin es va oposar amb vehemència. Durant 25 anys, Ira Gershwin s'havia resistit a totes les ofertes, segur que l'obra del seu germà seria "vilida" per Hollywood. Finalment, el 8 de maig de 1957, va vendre els drets ae Samuel Goldwyn per 600.000 dòlars com a pagament inicial contra el 10% dels ingressos bruts.
Quan Langston Hughes, la primera opció de guionista de Goldwyn, va demostrar que no estava disponible, el productor es va acostar a Paul Osborn, Frances Goodrich i Albert Hackett, Sidney Kingsley, Jerome Lawrence i Robert E. Lee, Clifford Odets i Rod Serling, tots els quals van expressar diferents graus d'interès, però van citar compromisos previs. Goldwyn finalment va signar N. Richard Nash, que va completar un llarg primer esborrany el desembre de 1957. Com a director, Goldwyn va buscar Elia Kazan, Frank Capra i King Vidor sense èxit. Finalment va contactar amb Rouben Mamoulian, director de les produccions originals de Broadway tant de l'obra Porgy com de la seva adaptació operística.
El guió de Nash va canviar pràcticament tot el recitatiu cantat pel diàleg parlat, com en el revival escènic de 1942. Per exemple, a l'òpera original, Porgy canta la frase "If there weren't no Crown, Bess, if there was only you and Porgy, what then?", sobre la qual Bess llança el duet "I Loves You Porgy" . A la pel·lícula es parla la línia. Els recitatius en si no s'havien de reescriure realment, perquè no rimen, mentre que les paraules de totes les cançons sí.

### Càsting
A causa dels seus temes de fornicació, drogodependència, prostitució, violència i assassinat, Porgy and Bess va resultar difícil de seleccionar el càsting. Molts actors negres van sentir que la història no feia més que perpetuar els estereotips negatius. Harry Belafonte va pensar que el paper de Porgy era degradant i va declinar. Tants intèrprets es van negar a participar que Goldwyn realment va considerar Jackie Robinson, Sugar Ray Robinson i el cantant Clyde McPhatter per a papers principals, sense tenir en compte la seva total manca d'experiència d'actuació. Només l'animador de Las Vegas Sammy Davis Jr. va expressar interès a aparèixer, i va organitzar una audició per a un paper durant una festa a casa de Judy Garland. L'esposa d'Ira Gershwin, Lee, va ser present i, horroritzada per la vulgaritat de Davis, va implorar a Goldwyn: "Jura per la teva vida que mai el faràs servir". El productor, que va anomenar amb burla a Davis "aquell mico", li va assegurar que no el faria a ell i li va oferir el paper de Sportin' Life a Cab Calloway. Quan Calloway va declinar, Davis va fer que Frank Sinatra i alguns dels seus associats pressionessin a Goldwyn, que finalment va anunciar a Davis: "La part és teva. Ara em trauràs de sobre tots aquests nois?"
Goldwyn va oferir a Sidney Poitier 75.000 dòlars per interpretar Porgy. L'actor tenia serioses reserves i inicialment ho va rebutjar, però el seu agent va fer creure a Goldwyn que podia persuadir el seu client de protagonitzar-lo. Això no va tenir èxit, i Goldwyn va amenaçar amb demandar l'actor per incompliment d'un contracte oral. Quan Poitier es va adonar que la seva negativa a protagonitzar Porgy podria posar en perill la seva aparició a la pel·lícula de Stanley Kramer Fugitius, ho va reconsiderar i va acceptar de mala gana, assegurant a Goldwyn que faria el paper de la millor manera que pogués, segons les circumstàncies."
La mezzo Muriel Smith, cocreadora (doble repartiment amb la soprano Muriel Rahn) del paper principal de Broadway a Carmen Jones d'Oscar Hammerstein, i creadora del paper de Bloody Mary al repartiment londinenc original de South Pacific de Rodgers i Hammerstein, les tasques més importants de la qual com a cantant fantasma de pel·lícules inclouen doblatge per a Zsa Zsa Gabor a Moulin Rouge (1952) de John Huston i per a Juanita Hall a la versió cinematogràfica de South Pacific (1958), va rebutjar l'oferta de Goldwyn d’interpretar Bess, i va respondre que l'obra "No fa bé la meva gent". Aquesta afirmació contradiu una altra que la primera i única opció de Goldwyn per a Bess va ser Dorothy Dandridge, que va acceptar el paper sense entusiasme. Les seves coprotagonistes de Carmen Jones Pearl Bailey, Brock Peters i Diahann Carroll també van acceptar papers, però totes tenien preocupacions sobre com els seus personatges serien retratats. Bailey va advertir a la dissenyora de vestuari Irene Sharaff que no portaria cap bandana perquè no estava disposada a semblar-se a la tia Jemima.
Completava l'equip creatiu principal el dissenyador de producció Oliver Smith, que recentment havia guanyat el Premi Tony al millor disseny escènic per My Fair Lady, i André Previn i Ken Darby, que supervisarien la música. Com que Poitier no podia cantar i la partitura estava més enllà del rang de Dandridge, les seves veus serien doblades i Goldwyn va insistir que només es podien contractar cantants negres per a la tasca. Leontyne Price, que havia interpretat a Bess a la gira europea de 1952 i a l'aclamat renaixement de Broadway de 1953, va ser convidada a cantar el paper a la pel·lícula, però va respondre: "Sense cos, sense veu". Adele Addison i Robert McFerrin finalment van ser contractats, però cap dels dos va rebre crèdit a la pantalla.

### Música
Malgrat la intenció de Goldwyn que la música sonés el més semblant possible a l'òpera original, sí que va permetre a Previn i al seu equip recuperar completament i fins i tot canviar el subratllat escoltat durant les escenes de baralla i en diversos altres moments, així com a l'obertura.

### Rodatge
Es va programar un assaig general de repartiment complet per al 3 de juliol de 1958, però poc després de les 4:00 am, un incendi va destruir tots els decorats i vestits, amb una pèrdua de 2 milions de dòlars. Els rumors que l'incendi havia estat iniciat per piròmans negres decidits a tancar la producció immediatament van començar a circular. Goldwyn va denunciar públicament aquest rumor, tot i que els experts de l'estudi estaven segurs que el foc havia estat deliberadament. La producció es va posar en pausa durant sis setmanes per permetre la reconstrucció. Durant aquest període, el director Mamoulian es va enfrontar repetidament amb el productor sobre tots els aspectes de la pel·lícula, fet que va portar a Goldwyn a acomiadar-lo. William Wyler estava disposat a intervenir si Goldwyn pogués ajornar uns mesos, però el productor va optar per substituir Mamoulian per Otto Preminger, que ja havia començat a preparar [Anatomia d'un assassinat]] (1959) i Èxode (1960), però estava disposat a deixar-les de banda per tenir l'oportunitat de dirigir Porgy and Bess. Mamoulian estava indignat no sols perquè l'haguessin acomiadat després de vuit mesos de treball de preproducció, sinó que l'hagués substituït Preminger, que s'havia fet càrrec de Laura (1944) quan Mamoulian havia ignorat totes les directrius de Preminger com a productor d'aquella pel·lícula. Afirmant que Goldwyn l'havia acomiadat per "raons frívoles, rencoroses o dictatorials no rellevants per a l'habilitat o obligació del director", va presentar el seu cas al Gremi de Directors d'Amèrica, que va notificar a tots els seus membres, inclòs Preminger, que ells no va poder celebrar un contracte amb Goldwyn. Això va fer que el Producers Guild of America s'impliqués. Van insistir que Goldwyn tenia dret a canviar de director i que no estava en incompliment del contracte perquè havia pagat a Mamoulian íntegrament. Quan Mamoulian va canviar de tàctica i va intentar presentar càrrecs de discriminació contra Preminger, va perdre el suport aconseguit, i després de tres setmanes, l'assumpte es va resoldre a favor de Goldwyn. Mamoulian més tard va intentar obtenir crèdit, però el Screen Directors Guild va votar per donar crèdit únic a Preminger.
El canvi de directors va ser estressant per a Dandridge que, segons el seu gerent, havia acabat una aventura amb Preminger quan es va quedar embarassada i ell va insistir que avortés. Segons el director, havia acabat la seva relació amb l'actriu perquè no estava disposat ni a casar-se amb ella ni a fer front a les seves emocions inestables. En qualsevol cas, Dandridge estava descontenta i mancada de seguretat, sobretot quan el director va començar a criticar la seva actuació.
Preminger va objectivar els conjunts estilitzats i els vestits elaborats: "Tens una puta de dos dòlars amb un vestit de dos mil dòlars", va amonestar a Goldwyn. També volia que Previn proporcionés orquestracions afavorint el jazz en lloc de la simfonia, però el productor volia que la pel·lícula semblés i sonés tant com fos possible la producció original de Broadway que havia admirat. Va acceptar de mala gana permetre que el director filmés la seqüència de pícnic a l'Illa de Venice prop de Stockton, però en la seva majoria, Preminger va sentir que els seus instints creatius estaven ofegats. Només a l'àrea de la filmació real va exercir un control total gravant el mínim d'imatges addicionals possible, de manera que Goldwyn no pogués manipular la pel·lícula un cop acabada.
La fotografia principal va acabar el 16 de desembre de 1958. Els executius de Columbia estaven descontents amb la pel·lícula, especialment amb el seu final deprimit, i un va suggerir que es canviés per permetre a Porgy caminar. Goldwyn, però, va decidir ser tan fidel a la seva font, arribant a insistir que es descrigués com una "òpera popular americana" en lloc d'un "musical" en tota la publicitat.

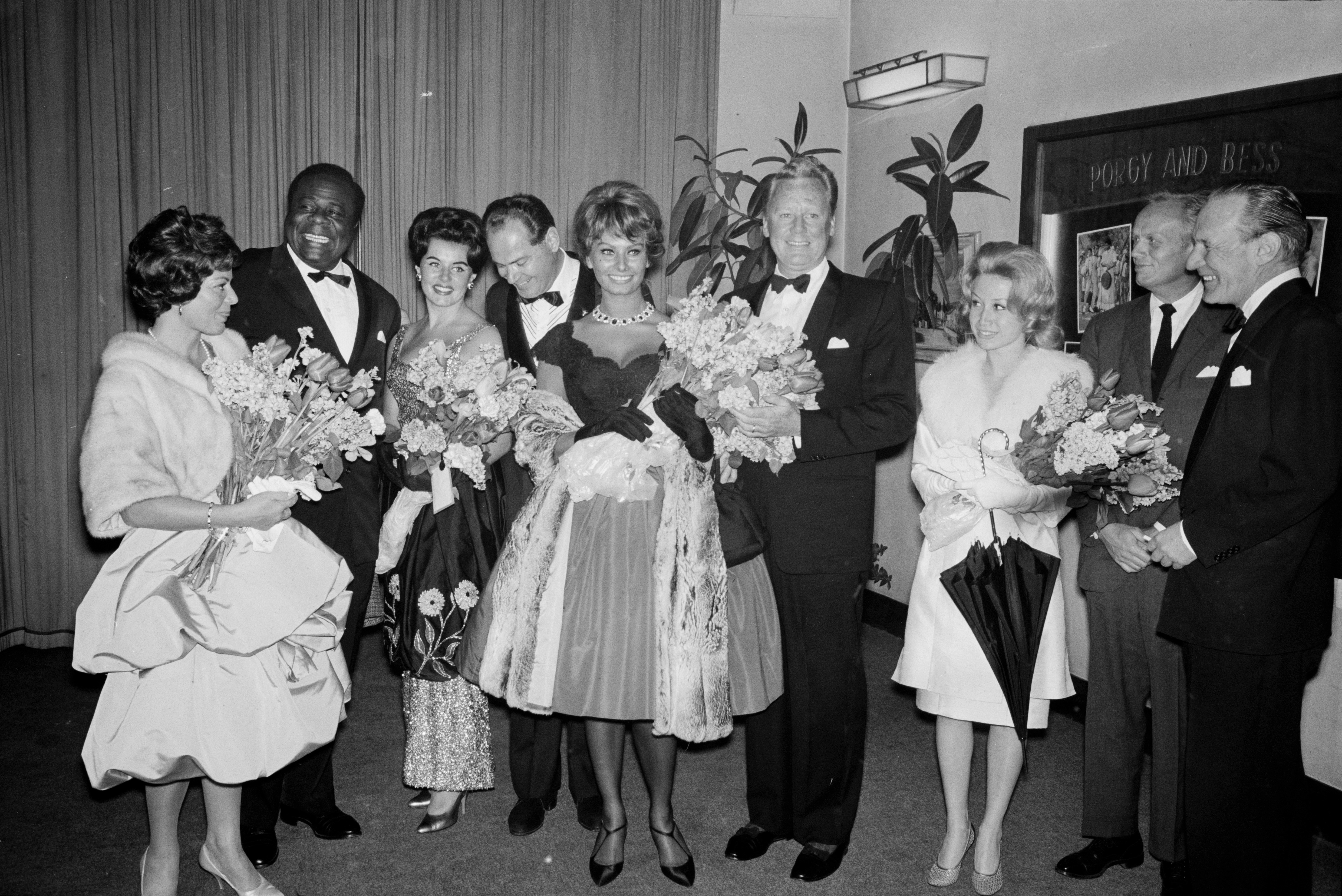
Imatges de l'estrena a Los Angeles

## Llançament

### Exhibició cinematogràfica
Columbia Pictures va guanyar un concurs per als drets per distribuir la pel·lícula, amb Goldwyn conservant l'aprovació per a la publicitat i l'exhibició.
Porgy and Bess es va estrenar amb seients reservats al Warner Theatre a la ciutat de Nova York el 24 de juny de 1959, i al Carthay Circle Theatre a Los Angeles el 5 de juliol. Poc després d'estrenar-se a Atlanta a principis d'agost, la seva actuació es va cancel·lar després que els espectadors negres s’enfadessin, i malgrat que el Atlanta Journal acusava Goldwyn de censurant la seva pròpia pel·lícula, Goldwyn també va treure la pel·lícula de diverses altres àrees d'arreu del país.
A l'agost, va ser la quarta pel·lícula més taquillera dels Estats Units.Es va mantenir en quart lloc al setembre i octubre i va pujar al segon lloc al novembre, abans de caure al sisè al desembre i al cinquè al gener de 1960. Tot i estar al primer lloc a les llistes de taquilla durant set mesos, només va recuperar la meitat del seu cost de 7 milions de dòlars als Estats Units i al Canadà.
Va ser el primer musical en anglès que es va mostrar a Alemanya en la seva versió original amb subtítols, en lloc de la pràctica estàndard del doblatge i, tot i que els musicals nord-americans generalment no van anar bé a Europa, va ser un èxit a Alemanya i Suïssa.

### Recepció crítica
Porgy and Bess va rebre crítiques diverses. Bosley Crowther de The New York Times va escriure que "el més inquietant dels drames musicals nord-americans s'ha transmès a la pantalla d'una manera que fa justícia als seus valors i gairebé compensa la llarga espera... N. Richard Nash l'ha adaptat i Otto Preminger ha dirigit un guió que esclata bastant amb un melodrama continu i la pressió embarassada de les emocions humanes en cims absoluts... El sr. Preminger , amb una direcció tancada i tensa, et manté sempre a punt per al desastre. A aquesta estructura de color pictòric i vitalitat dramàtica s'afegeix una expressió musical que possiblement és la millor que ha tingut aquesta bona òpera popular. Sota la direcció d'André Previn , la partitura està magníficament interpretada i cantada, amb una de les més belles comunicacions provinents del grup coral... Segur que hi ha alguns defectes en aquesta producció... Però, en la seva majoria, és una pel·lícula emocionant i commovedora, plena d'emocions humanes i de melodies alegres i lamentables. És just ser un clàssic tant a la pantalla com a l'escenari."
Time va observar "Porgy and Bess és només un èxit moderat i intermitent com a espectacle musical; com a intent de produir una gran obra d'art cinematogràfic, és de vegades un un fracàs poderós... A l'escenari, l'espectacle té un caràcter íntim i folk que fa que fins i tot els punts avorrits siguin entranyables. A la colossal pantalla de Todd-AO, Catfish Row cobreix un territori que sembla gairebé tan gran com un camp de futbol, i l'acció sovint se sent tan íntima com una jugada en línia vista des del segon nivell. El que els actors diuen o canten surt a tope per una dotzena d'altaveus estereofònics amb un volum tal que l'espectador gairebé contínuament se sent atrapat al mig d'una secció d'animació. El pitjor de Porgy de Goldwyn, però, és la seva monotonia cinematogràfica. La pel·lícula no és tant una pel·lícula com una òpera fotografiada... Tot i així, hi ha algunes coses bones sobre l'espectacle. Sammy Davis Jr., sembla una harlemització absurda de Chico Marx, fa una pudor meravellosament ximple de Sportin' Life. El cant és generalment bo, sobretot els fragments còmics de Pearl Bailey i les balades d'Adele Addison... I la fotografia en color adquireix una notable exuberància gràcies a l'ús de filtres, encara que amb el temps... l'espectador es pot cansar de la sensació. que està mirant la pel·lícula amb ulleres de sol de color ambre."
James Baldwin va fer una crítica negativa al seu assaig "On Catfish Row": "Grandós, estúpid i pesat amb el perfum ranci de l'autofelicitació, la producció de Hollywood-Goldwyn-Preminger de Porgy and Bess va entrar al teatre Warner... [L]'allò més trist i exasperant de la producció de Hollywood de Porgy and Bess és que el Sr. Otto Preminger té moltes persones dotades davant la seva càmera. i no la més remota noció de què fer amb cap d'ells... Aquest esdeveniment, com tota la resta de la pel·lícula, està tan exagerat de mal gust, tan fortament telegrafiat: acords ondulants, cel fosc, vent, xerrada ominosa sobre les campanes d'huracans, etc. .—que realment no els queda res per fer als actors." Baldwin també va criticar la sinceritat d'un home blanc que dirigeix actors negres: "En el cas d'un director blanc cridat a dirigir un repartiment negre, la suposició deixa de tenir validesa, amb excepcions molt rares, de tenir alguna validesa. El director no pot saber res de la seva empresa si no sap res de la vida dels que produeix... Els negres encara no, en general, diuen la veritat als blancs i els blancs encara no volen escoltar-la."

### Televisió
La pel·lícula va veure la televisió emesa només una vegada: diumenge a la nit, 5 de març de 1967, a ABC-TV (durant una setmana que també va veure una retransmissió d’una adaptació televisiva de Brigadoon i la primera retransmissió de l'actuació en solitari de Hal Holbrook a Mark Twain Tonight!).
La pel·lícula no s'ha vist sencer a cap emissora de televisió des d'aleshores, tot i que s'han inclòs clips en alguns dels especials de l'American Film Institute. També va tenir múltiples presentacions durant la dècada de 1970 a la televisió local de Los Angeles, KTLA-TV, Channel 5, una emissora independent amb accés a la sortida de Goldwyn Studios, molt probablement utilitzant la impressió especial pan and scan de 35 mm que es va fer per a la presentació de la xarxa ABC-TV, com era la pràctica de KTLA-TV.

## Indisponibilitat
L'arrendament de drets de Goldwyn va ser per només 15 anys. Després de la seva expiració, la pel·lícula no es va poder mostrar sense el permís de les propietats de Gershwin i Heyward, i fins i tot només després de pagar una compensació substancial. Malgrat les reiterades peticions, la propietat Gershwin es va negar a concedir permís d'exposició.
Les gravacions són "més enllà de les rareses" i s'han anomenat "el sant grial de les pel·lícules perdudes". Encara que existeixen bootlegs, es desconeix si existeix una impressió completa i de qualitat. El 2017, Michael Strunsky, síndic i marmessor de l'Ira Gershwin Musical Estate, va dir a The Hollywood Reporter que Ira Gershwin i la seva dona, Leonore, veien la pel·lícula com una "peça de merda" i es va dirigir a Goldwyn perquè destruís totes les pel·lícules restants 20 anys després de l'estrena, com era el seu dret. Tanmateix, Michael Feinstein, l'assistent d'Ira Gershwin, nega que això hagi passat mai.
L'any 2007, la pel·lícula va veure una projecció als cinemes quan, del 26 al 27 de setembre, el Ziegfeld Theatre al centre de Manhattan la va presentar íntegrament, amb obertura, entreacte i música de sortida, seguida per una discussió amb el biògraf de Preminger Foster Hirsch. La pel·lícula es va projectar dues vegades a Nova York el 2010 i una altra vegada el 2019, quan Hirsch la va descriure com "pràcticament una pel·lícula perduda."
Una versió digitalitzada està disponible per veure'l a la Biblioteca del Congrés dels Estats Units.

## Reconeixements
| Premi                                                    | Categoria                                                                     | Nominat(s) | Result    |
| -------------------------------------------------------- | ----------------------------------------------------------------------------- | --- | --------- |
| Premis Oscar de 1959                                     | Millor fotografia, color                                                      | Leon Shamroy | Nominat   |
| Premis Oscar de 1959                                     | Millor vestuari, color                                                        | Irene Sharaff | Nominat   |
| Premis Oscar de 1959                                     | Millor so                                                                     | Samuel Goldwyn Studio Sound Department (Gordon E. Sawyer, Sound Director); Todd-AO Studio Sound Department (Fred Hynes, Sound Director) | Nominat   |
| Premis Oscar de 1959                                     | Millor banda sonora                                                           | André Previn i Ken Darby | Guanyador |
| Globus d'Or                                              | Millor pel·lícula musical o còmica                                            | Samuel Goldwyn | Guanyador |
| Globus d'Or                                              | Millor actor musical o còmic                                                  | Sidney Poitier | Nominat   |
| Globus d'Or                                              | Millor actriu musical o còmica                                                | Dorothy Dandridge | Nominat   |
| Premis Grammy                                            | Millor àlbum de banda sonora o gravació original per a pel·lícula o televisió | André Previn i Ken Darby | Guanyador |
| Premis Laurel                                            | Millor musical                                                                | Samuel Goldwyn | Nominat   |
| Premis Laurel                                            | Millor actuació musical femenina                                              | Pearl Bailey | Nominat   |
| Premis Laurel                                            | Millor actuació musical femenina                                              | Dorothy Dandridge | Nominat   |
| Premis Laurel                                            | Millor actuació musical masculina                                             | Sammy Davis Jr. | Nominat   |
| 12ns Premis del Sindicat de Guionistes dels Estats Units | Millor guionista musical                                                      | N. Richard Nash | Nominat   |

El 2011, Porgy and Bess va ser considerada "cultural, històricament o estèticament significativa" per la Biblioteca del Congrés dels Estats Units dels Estats Units i seleccionada per a la seva conservació al National Film Registry. El Registre va assenyalar la història de la producció de la pel·lícula, un període en què "el moviment dels drets civils va guanyar impuls i una sèrie d'actors afroamericans van acceptar rols que consideraven degradants", però que, amb el pas del temps, "ara es considerava una 'obra mestra ignorada' per un erudit contemporani".